# Joseph C. Yates
Joseph Christopher Yates, född 9 november 1768 i Schenectady, New York, död där 19 mars 1837, var en amerikansk politiker (demokrat-republikan). Han var den åttonde guvernören i New York 1823-1824.
Han var borgmästare i Schenectady 1798-1808 och ledamot av delstatens senat 1805-1808. Han blev 1808 utnämnd till delstatens högsta domstol.
Han var gift tre gånger. Han fick tre döttrar: Helen Maria, Anna Alida och Jane Jesepha.
Yates County har fått sitt namn efter Joseph C. Yates.